# Geniza

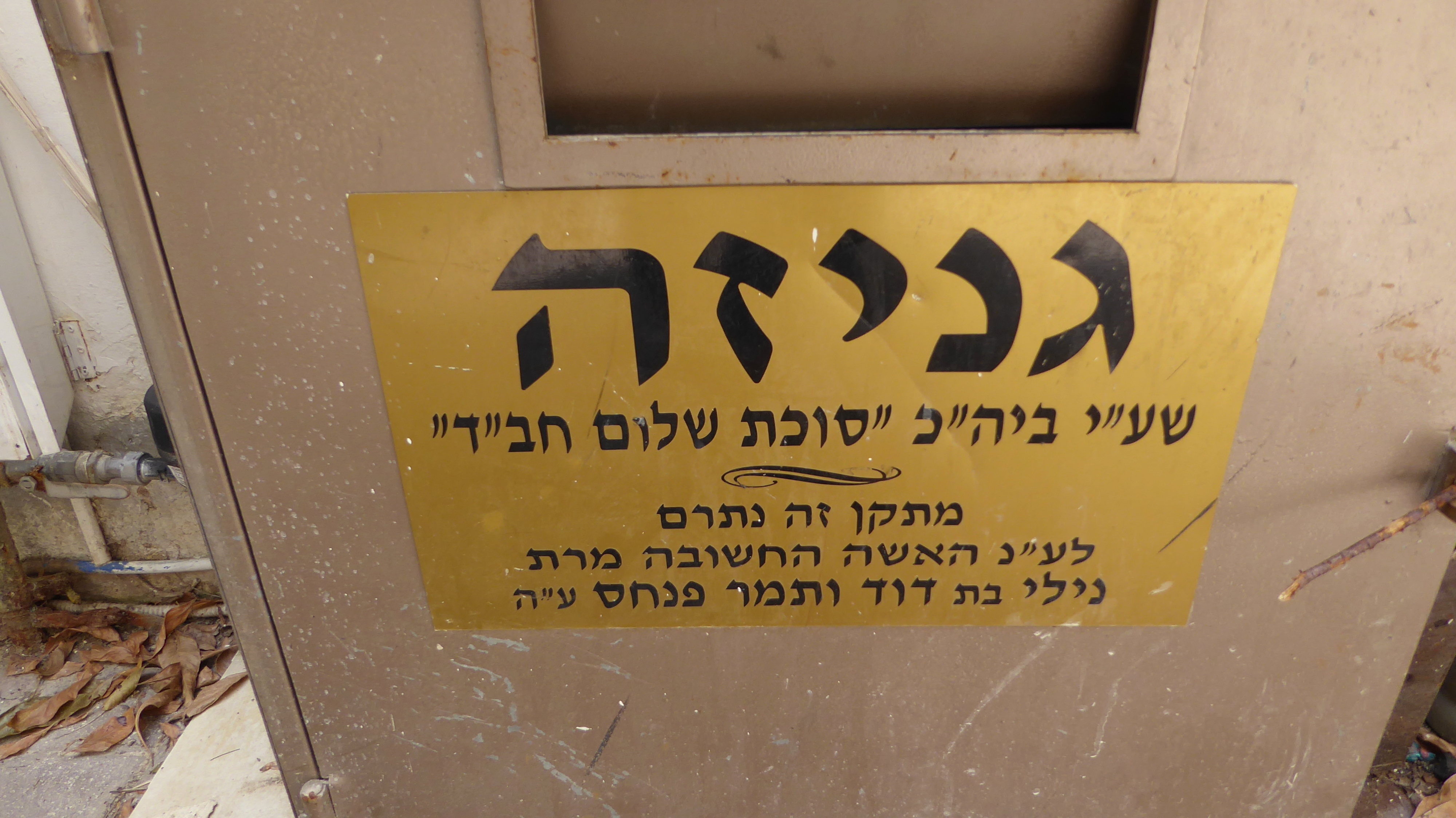
Geniza

A geniza (héber: גניזה tároló; többes számban: genizot) olyan tárolóhelyiség vagy hely a zsinagógában, a közelében, vagy a zsidó temetőben, ahol a vallásos zsidók ideiglenesen elhelyezik a már nem használható, de vallási szabályaik alapján meg nem semmisíthető írásokat, könyveket.
A zsidó vallás szabályai szerint a sérült, elhasználódott írásokat nem szabad megsemmisíteni, ha tartalmazzák Isten nevét. Ha a könyvben ez a négy betű szerepel JHVH (isten neve) akkor nem dobják ki őket. A vallásilag elfogadott eljárás, hogy ezeket a megfelelő szertartással el kell temetni. A hivatalos temetésig az írásokat a genizában tárolják, megóvva őket a megszentségtelenítéstől. Mindez nem feltétlenül a vallásos irományokra vonatkozik, alkalmazták a magániratokra, szerződésekre, levelekre is.
Gyakran előfordult, hogy a geniza létezése feledésbe merült, illetve valamilyen okból az iratok eltemetésére nem került sor.
A később felfedezett genizák értékes forrásanyaggal szolgálhatnak a kutatók számára. A leghíresebb geniza a kairói, amelyet 1864-ben Jacob Saphir fedezett fel újra és amelyet Solomon Schechter tanulmányozott. 
Magyarországon a nagykőrösi zsinagógában számos száz éves tekercset és könyvet rejtő genizát talált a helyi rabbi, Róna Tamás.
A legendák szerint máig a prágai Régi-új zsinagóga genizája rejti a Gólem testét.

## Fordítás
- Ez a szócikk részben vagy egészben  a   Genizah című angol Wikipédia-szócikk ezen változatának fordításán alapul.  Az eredeti cikk szerkesztőit annak laptörténete sorolja fel. Ez a jelzés csupán a megfogalmazás eredetét és a szerzői jogokat jelzi, nem szolgál a cikkben szereplő információk forrásmegjelöléseként.